# Rincão (kommun)
Rincão är en kommun i Brasilien.   Den ligger i delstaten São Paulo, i den sydöstra delen av landet, 600 km söder om huvudstaden Brasília. Antalet invånare är 10 414.
Följande samhällen finns i Rincão:
- Rincão

Omgivningarna runt Rincão är en mosaik av jordbruksmark och naturlig växtlighet. Runt Rincão är det ganska glesbefolkat, med 35 invånare per kvadratkilometer.